# Герб сельского поселения Восяховское
Герб муниципального образования Восяховское Шурышкарского района Ямало-Ненецкого автономного округа Тюменской области Российской Федерации.

## Описание герба
«В лазоревом поле — стоящий серебряный лебедь с золотым клювом и чёрными лапами и с воздетыми и распростертыми крыльями, сопровождаемый в оконечности узким червленым поясом, мурованным и нитевидно окаймленным золотом».
Герб муниципального образования Восяховское в соответствии с Законом Ямало-Ненецкого автономного округа от 13 октября 2003 года № 41-ЗАО (Статья 6, пункт 3) «О гербе Ямало-Ненецкого автономного округа», может воспроизводиться в двух равнодопустимых версиях:
— с вольной частью — четырехугольником, примыкающим к верхнему и правому краю герба муниципального образования Восяховское с воспроизведёнными в нем фигурами гербового щита Ямало-Ненецкого округа;
— без вольной части.
Герб муниципального образования Восяховское в соответствии с Методическими рекомендациями по разработке и использованию официальных символов муниципальных образований (Раздел 2, Глава VIII, п.п. 45-46), утверждёнными Геральдическим советом при Президенте Российской Федерации 28 июня 2006 года может воспроизводиться со статусной короной установленного образца для сельских поселений.

## Обоснование символики
Герб языком символов и аллегорий отражает, природные, исторические и экономические особенности сельского поселения Восяховское.
Восяховское сельское поселение расположено в живописном уголке Ямала. Природа, окружающая населённые пункты, разнообразна. Леса богаты грибами, ягодами, целебными травами, зверем; реки обильны рыбой.
Лебедь — символ гордости, красоты, мудрости и духовного совершенства аллегорически отражает природное богатство края, также подчеркнутое в гербе голубым цветом — символом величия, красоты, ясности; цветом неба и воды.
Серебро — символ чистоты, совершенства, мира и взаимопонимания.
Геральдическая фигура — пояс, сложенный из кирпичей символизирует открытый в 1954 году единственный кирпичный завод в районе, который снабжал своей продукцией не только всю Тюменскую область, но и центральные районы России.
Золото — символ богатства, стабильности, уважения, интеллекта, солнечного тепла.
Красный цвет — символ труда, силы, мужества, красоты и праздника.
Герб разработан при содействии Союза геральдистов России. Авторы герба: идея герба — Валерий Конев и Михаил Аляба (с. Восяхово), Константин Мочёнов (Химки); художник — Ирина Соколова (Москва); обоснование символики — Кирилл Переходенко (Конаково).
Герб утверждён решением № 112 Собрания депутатов муниципального образования Восяховское от 30 июня 2009 года и внесён в Государственный геральдический регистр Российской Федерации под 5708